# Рутберг, Юлия Ильинична
Ю́лия Ильи́нична Ру́тберг (род. 8 июля 1965, Москва) — советская и российская актриса театра и кино, чтец, народная артистка РФ (2016). Лауреат российских театральных премий «Чайка» (1997) и «Хрустальная Турандот» (2012). С 1988 года — артистка Театра им. Е. Вахтангова.

## Биография
Родилась 8 июля 1965 года в городе Москва в потомственной театральной семье.
Отец — Илья Рутберг — заслуженный деятель искусств России, один из основателей студенческого театра «Наш дом». Мать — Ирина Николаевна Суворова, окончив Гнесинский институт, преподавала в музыкальной школе по классу фортепиано. Бабушка и дедушка по материнской линии (Елена Кудельская и Николай Суворов) работали танцорами в ансамбле НКВД (театр «Остров танца»).
Училась в музыкальной школе при Академии им. Гнесиных. После окончания школы поступила в ГИТИС, где проучилась два года, потом решила поступить в Театральное училище имени Б. В. Щукина, но только с третьей  попытки смогла поступить на курс А. А. Казанской, которое окончила в 1988 году.
С января 1988 года (принята в труппу) начала работать в Театре им. Вахтангова.
Играла в спектакле Андрея Жолдака «Опыт освоения пьесы „Чайка“ системой Станиславского», у Владимира Мирзоева была занята в «Хлестакове».
В 1997 году получила (вместе с Максимом Сухановым) премию «Чайка» в номинации «Некоторые любят погорячее».
В кино актриса начинала с эпизодов. Позже перешла на более серьёзные роли, в которых играла жён, будущих невест и дочерей. Некоторые из этих фильмов — «Расстанемся, пока хорошие», «Закат», «Похороны Сталина».
Актриса снялась более чем в 50 фильмах.
Работает на радио и телевидении.
Соавтор и ведущая цикла телепередач о театре «Субботний вечер со звездой» (1996—1997).
Диктор цикла телепередач «Гений Места» с Петром Вайлем.
В мае 2023 года высказалась о «фронтовых бригадах» для участников военного вторжения в Украину: «…точно знаю, что туда ездят очень многие мои коллеги. Это важное дело».

## Личная жизнь
Была замужем за Алексеем Кортневым, Александром Кузнецовым (сын от последнего, Григорий, проживает в США) и Анатолием Лобоцким.

## Призы и награды
- 1997 — Театральная премия «Чайка» в номинации «Некоторые любят погорячее» (лучшая любовная сцена) за роль в спектакле «Хлестаков»
- 2001 — Заслуженная артистка Российской Федерации (1 ноября) — за заслуги в области искусства[6]
- 2012 — Театральная премия «Хрустальная Турандот» в номинации «Лучшая женская роль»[7] (Медея в спектакле «Медея», Театр им. Евг. Вахтангова, 2012)
- 2016 — Народная артистка Российской Федерации (31 марта) — за большие заслуги в области театрального, кинематографического и музыкального искусства[8].
- 2021 — Орден Дружбы (10 сентября) — за большой вклад в развитие отечественной культуры и искусства, многолетнюю плодотворную деятельность[9].

## Работы в театре

### Театр имени Е. Б. Вахтангова
- «Зойкина квартира» — Зоя Денисовна
- «Анна Каренина» — Гостья на балу
- «Закат» — Двойра
- «Государь вы наш, батюшка» — Шутиха
- «Принцесса Турандот» — Адельма
- «Два часа в Париже с одним антрактом» — мадам Дурандас
- «Дама без камелий» — Хетти
- «Наша любовь»
- «Опера нищих» — Дженни-Малина
- «Я тебя больше не знаю, милый» — Клотильда
- «Пиковая дама» — Тайная Недоброжелательность
- «Амфитрион» — Алкмена
- «Фрёкен Жюли» — фрёкен Жюли
- «Сказка» — госпожа Отт
- «Лир» — Гонерилья
- «Королева Красоты» — Морин
- «Крик лангусты» — Сара Бернар
- «Медея» — Медея
- «Улыбнись нам, Господи» — Козочка
- «Девичник над вечным покоем» — Ида
- Аудиоспектакль-променад «Вахтангов. Путь к Турандот» — Серафима Бирман
- «Война и мир» — Анна Павловна Шерер

### Театр им. Станиславского
- «Хлестаков» — Анна Андреевна

### Театр наций
- Опыт освоения пьесы «Чайка» по системе Станиславского — Аркадина

### Русская Антреприза Михаила Козакова
- «Играем Стринберг-блюз», реж. М. Козаков — Алис

### Международный Театральный Центр «Русич»
- «Пигмалион», реж. П. Сафонов — миссис Хигинс

### Театральный Проект Юлии Рутберг
- Спектакль-кабаре «Вся эта суета» (Автор и Исполнитель), реж. В. Иванов

## Фильмография
- 1988 — Приморский бульвар — утопающая
- 1989 — Руанская дева по прозвищу Пышка — Фернанда
- 1989 — Две стрелы. Детектив каменного века — пещерная жительница
- 1990 — Закат — Двойра
- 1990 — Похороны Сталина — мать Додика
- 1991 — Савой — девушка
- 1991 — И возвращается ветер… — Соня
- 1991 — Расстанемся, пока хорошие — Аду, прислуга княгини
- 1992 — Сезон обнажённого сердца
- 1992 — Старые молодые люди — Соня
- 1993 — Макаров —  Алёна, литературный рецензент
- 1996 — Смуглая леди сонетов
- 1997 — Звёздная ночь в Камергерском — участник капустника МХТ (номер «Актёрская династия»)
- 1999 — Мужской характер, или Танго над пропастью 2 — Вера, следователь
- 1999 — Директория смерти — Ольга
- 1999 —2000 — Каменская — Дугинец Маргарита Павловна
- 2000 — Империя под ударом — Любовь Азеф
- 2000 — Чек — Марина
- 2001 — Московские окна — Эмма Константиновна, врач
- 2001 — Семейные тайны — Ольга Сергеевна
- 2001 — С точки зрения ангела — Эля
- 2001 — Фаталисты — Елена Скрябина
- 2002 — Атлантида — Нина
- 2002 — Смотрящий вниз — Ольга Сергеевна Панова, журналист
- 2003 — Дни ангела — Феодора, дочь Зуева
- 2003 — Вкус убийства — Ксения
- 2003 — Лучший город Земли — Эмма Константиновна
- 2003 — Огнеборцы — подруга Марьяны
- 2003 — Участок — Инна Олеговна Шарова
- 2004 — Потерявшие солнце — Таня
- 2004 — Кушать подано! — Юля, жена Евгения
- 2004 — Прощайте, доктор Фрейд! — Ирина Евгеньевна Паленина
- 2004 — Холостяки — Марина Гольфстрим, писательница
- 2004 — Узкий мост — Марина, девушка из брачного агентства
- 2005 — Примадонна — Евгения, тётка Миледи
- 2005 — Виола Тараканова. В мире преступных страстей (серия «Филе из Золотого петушка») — Вероника Бовари/Вера Кузнецова
- 2005 — Анна — Сюзан
- 2005 — Любовница
- 2005 — Наследницы 2 — Арина
- 2005—2006 — Не родись красивой — Кристина Воропаева
- 2006 — Бедная крошка — Мышь
- 2006 — Блюз опадающих листьев — Юлия Глебовна
- 2006 — Папараца — Ольга
- 2006 — Заколдованный участок — Инна Олеговна Шарова
- 2006 — Неверность — Алла Михайловна Костыга
- 2006 — Он, она и я — Анна
- 2006 — Иван Подушкин. Джентльмен сыска — Николетта
- 2007 — Диверсант. Конец войны — Валя
- 2007 — Женская дружба — Анна, жена Сергея
- 2007 — Сашка, любовь моя — Екатерина Алексеевна
- 2007 — Мымра — Большая боссиха
- 2008 — Золотой ключик — Елена Сергеевна Ястреб, врач
- 2009 — Осенние цветы — Коко Шанель
- 2009 — Контракт на любовь — Марина
- 2009 — Умница, красавица — Арина, телеведущая, подруга Сони
- 2009 — Аптекарь — Вера, дворник
- 2010 — Доктор Тырса — балерина
- 2010 — Журов 2 (фильм № 1 «Пятый день», серии 1-2) — Эмилия Борисовна Гартунг, «компаньонка» (управляющая) в доме Марины и Евгения Дробышевых
- 2010 — Игрушки — Екатерина Борисовна
- 2011 — Наследница — Нора Альбертовна Клубникина
- 2011 — Тропинка вдоль реки — Алла
- 2012 — Подари мне воскресенье — Эмма Забелина, мать Оли
- 2012 — Однажды в Ростове — жена Порошина
- 2012 — Анна Герман — Анна Ахматова
- 2012 — Средство от смерти — Алла Кукушкина
- 2012 — Четверг, 12 — пациентка Юли
- 2013 — Мотыльки — Софья Михайловна
- 2013 — Вверх тормашками — Эльза
- 2013 — Частное пионерское — Надежда Владимировна Смирнова
- 2013 — У вас будет ребёнок — Софья Андреевна
- 2014 — Марьина роща-2 — Маргарита Климентьевна
- 2014 — Тихая охота — Нина Мочалова
- 2015 — Орлова и Александров — Фаина Раневская
- 2015 — У вас будет ребёнок — Софья Раппопорт
- 2015 — Последний янычар — Дениз Эфенди
- 2015 — Алхимик. Эликсир Фауста — Ирина Тимофеевна Волина, врач института психиатрии
- 2017 — Икра — Фейга
- 2021 — Бендер: Начало — мадам Соколович
- 2021 — Бендер: Золото империи — мадам Соколович
- 2021 — Бендер: Последняя афера — мадам Соколович
- 2021 — Бендер (телесериал) — мадам Соколович
- 2022 — Папы — Инесса Андреевна

### Киножурнал «Ералаш»
- 2001 — Выпуск № 144 (сюжет «Счастливо оставаться!»)[10] — Елена Петровна, учительница литературы
- 2003 — Выпуск № 160 (сюжет «1 апреля»)[11] — Мария Семёновна, учительница математики
- 2011 — Выпуск № 253 (сюжет «Розыгрыш»)[12] — продавщица шапок

## Озвучивание
- 1994 — Куклы (НТВ, 1 выпуск)
- 1999 — Послушай, не идёт ли дождь… — призрак (роль Елены Майоровой)
- 2004 — Легенды серебряного века: Фильм 1. Максимилиан Волошин. Голоса (док. фильм, киновидеостудия «Риск» (Россия), режиссёр Андрей Осипов) — закадровый текст
- 2005 — Двое у ёлки, не считая собаки (т/ф, РЕН ТВ) — закадровый текст
- 2006 — Чемоданы Тульса Люпера. Русская версия | The Tulse Luper Suitcases. Russian Version (Венгрия, Германия, Испания, Италия, Люксембург, Нидерланды, Россия) — Миссис Фендер, Миссис Броган
- 2009 — Большое путешествие вглубь океанов 3D[англ.] | OceanWorld 3D (режиссёр Жан-Жак Мантелло) — закадровый текст
- 2012 — Ариадна Эфрон. «Я решила жить…» (док. фильм ГТРК «Культура», режиссёр Сергей Босенко) — голос Ариадны Эфрон

### Озвучивание мультфильмов
- 1996 — Короли и капуста — Памба, хозяйка гостиницы
- 2004 — Как пан конём был — жена пана
- 2006 — Победитель — Дарлин, бейсбольная бита Бейба Рута
- 2010 — Гадкий утёнок — Мама-курица
- 2012 — Бессмертный — Рассказчик
- 2015 — Мама Цапля — читает текст
- 2019 — Ограбление по-зверски (1-3 серии)
- 2022 — Суворов: Великое путешествие — графиня Владыкина